# Бёсдорф (Оре)
Бёсдорф (нем. Bösdorf) — община в Германии, в земле Саксония-Анхальт.
Входит в состав района Оре. Подчиняется управлению Эбисфельде-Кальфёрде. Население составляет 381 человек (на 31 декабря 2021 года). Занимает площадь 11,98 км².